# Котлас (аэропорт)
Котлас (IATA: KSZ, ICAO: ULKK)— аэропорт одноимённого города в Архангельской области.
В 2022 году через аэропорт выполняются рейсы:
- Котлас — С-Петербург — Котлас (авиакомпания «Северсталь») три раза в неделю на самолёте CRJ.
- Архангельск — Котлас — Архангельск (авиакомпания «2-й Архангельский объединенный авиаотряд») три раза в неделю на самолёте Л-410.

## История
Внутренний код в СССР был КТС. Работал Котласский филиал ГП «Архангельскаэронавигация» «Котласский центр аэронавигационного обслуживания «Котласаэронавигация».
С июля 2004 года аэропорт перешел в собственность ОАО «Аэросервис». 
На 2007 год в службах и подразделениях аэропорта работало 100 человек. На 2007 год выполнялись рейсы в Архангельск на самолётах Ан-24. Подразделениями аэропорта обслуживаются чартерные, транзитные рейсы и полеты санитарной авиации. В летний период в аэропорту базируются воздушные суда (Ан-2, Ми-8), выполняющие полёты по защите лесов от пожаров.
С июля 2004 года аэропорт перешел в собственность ОАО «Аэросервис». На 2007 год в службах и подразделениях аэропорта работало 100 человек. На 2007 год выполнялись рейсы в Архангельск на самолётах Ан-24. Подразделениями аэропорта обслуживаются чартерные, транзитные рейсы и полеты санитарной авиации. В летний период в аэропорту базируются воздушные суда (Ан-2, Ми-8), выполняющие полёты по защите лесов от пожаров.
В результате кредиторской задолженности в отношении предприятия была инициирована процедура банкротства, а впоследствии на объекты недвижимости аэропорта было обращено взыскание путём реализации имущества на торгах. В августе 2014 года после аукциона по продаже недвижимых объектов аэропорта, имущественный комплекс предприятия вошел в состав активов Архангельского аэропорта. В 2021 году аэродром Котлас был исключён из реестра российских аэродромов гражданской авиации.

## Принимаемые типыВС
Ан-24, Ан-26, Ан-28, Л-410, Як-40, Bombardier CRJ200 и более лёгкие, вертолёты всех типов. Классификационное число ВПП (PCN) 20/F/D/X/T.

## Показатели деятельности
| год        | 2014 | 2015 | 2016   | 2017 |
| пассажиров | 891  | 9984 | 10 776 | 9833 |
| Источники: |      |      |        |      |

## Ближайшие аэропорты в других городах
- Великий Устюг (56 км)
- Сыктывкар (225 км)